# Carlton Myers
Carlton Ettore Francesco Myers (Londra, 30 marzo 1971) è un ex cestista e conduttore televisivo italiano, vincitore di un Campionato Europeo con la nazionale italiana e uno Scudetto, una Coppa Italia ed una Supercoppa Italiana con la Fortitudo Bologna. Ai Giochi della XXVII Olimpiade è stato il portabandiera dell'Italia.

## Biografia
Myers nasce a Londra da padre caraibico (di Saint Vincent) e madre di Perticara (all'epoca nelle Marche, ora in Emilia-Romagna). Il padre è un sassofonista e avvia il figlio alla carriera musicale. Carlton comincia con il flauto traverso, ma è portato anche per lo sport: gli piace la pallacanestro, ma in precedenza, durante l'adolescenza, ha praticato molti sport, quali calcio, karate e cricket.
All'età di nove anni si trasferisce con la madre a Rimini, dove cresce cestisticamente mettendosi in luce nelle giovanili della squadra riminese. Il suo mentore, Claudio Papini, storico insegnante di fondamentali del Basket Rimini, lo prende sotto la sua ala aiutandolo nella trasformazione in un formidabile giocatore di pallacanestro.

## Vita privata
Sposato, ha due figli, Joel, anch'egli cestista, e Naigel.

## Carriera

### L'esplosione nella Marr Rimini (1988-1992)
Myers debuttò in A2 a 17 anni, nel campionato 1988-89, con la maglia del Basket Rimini sponsorizzato Marr. Nella stagione 1990-91, a 19 anni, esplose nel campionato di Serie B1, trascinando la Marr alla promozione in A2. Nella stessa stagione Myers vinse anche il titolo italiano juniores battendo in finale la Stefanel Trieste di Gregor Fučka: il Basket Rimini diventò la prima e unica società nella storia della pallacanestro italiana a vincere tutti gli scudetti giovanili di categoria (Propaganda 1984-85, Ragazzi 1985-86, Allievi 1986-87, Cadetti 1988-89 e Juniores 1990-91), risultato reso ancor più eccezionale perché raggiunto con formazioni composte da ragazzi tutti di Rimini. Nella stagione 1991-92 Carlton Myers diventò la stella emergente del basket italiano e venne convocato per la prima volta in Nazionale: dominò il campionato di Serie A2 e a soli 21 anni trascina la Marr Rimini alla promozione in A1 con una media di 26,8 punti a partita.

### La prima parentesi a Pesaro (1992-1994)
Carlton fu il pezzo pregiato del mercato estivo del 1992. Se lo aggiudicò (con la formula della comproprietà biennale) la vicina Scavolini Pesaro, con cui esordì nella massima serie del campionato italiano 1992-93. Nel corso della stagione 1993-94, grazie ai suoi 24,3 punti di media in regular season poi diventati 27,4 ai play-off, contribuì a portare Pesaro alle finali scudetto, perse contro la Virtus Bologna.

### Il breve ritorno a Rimini e le stagioni alla Fortitudo Bologna (1995-2001)

Myers alla Fortitudo in un derby del 1997-98 contro la Virtus

Festeggiamenti per il primo scudetto della storia fortitudina

Dopo le due stagioni a Pesaro, nel 1994, nonostante una proposta di approdo in NBA da parte dei New York Knicks, Myers tornò per un anno a Rimini in Serie A2, complice il mancato riscatto da parte della compagine pesarese al termine del periodo di comproprietà. Il 26 gennaio 1995 Myers segnò, nella partita contro Udine, il record di punti per il campionato professionistico italiano: 87 (36 nel primo tempo e 51 nel secondo). I suoi numeri quella sera furono impressionanti: 14/22 da due (64%), 9/19 da tre (47%), 32/35 dalla lunetta (91%) aggiungendo anche 7 rimbalzi, 4 recuperi, 3 assist e ben 21 falli subiti per una valutazione di 94.

La squadra terminò prima in regular season, ma chiuse la stagione con la sconfitta nel sentitissimo derby contro la Libertas Forlì (0-3 nella serie).
Le grandi squadre si misero alla sua caccia. Nel 1995 avvenne una svolta della carriera con il passaggio alla Fortitudo Bologna, squadra di cui diventò capitano, simbolo e idolo della tifoseria. Insieme a lui, approdò a Bologna lo sponsor TeamSystem, il cui logo campeggiava sulle canotte riminesi nell'annata precedente. Nei primi tre anni di Myers a Bologna, la Fortitudo raggiunse sempre la finale scudetto, ma fu sconfitta: da Milano nel 1996, da Treviso nel '97 e dalla Virtus nel '98. Questa ultima finale fu ricordata per il famoso da «tiro da 4 punti» di Predrag Danilović (una tripla segnata con fallo di Dominique Wilkins, che valse il libero aggiuntivo poi segnato dallo jugoslavo), avvenuto in gara 4 con la Fortitudo avanti 2-1 nella serie. Il tiro, che pareggiò la partita a pochi secondi dal termine, portò alla vittoria delle V nere ai supplementari, e fu seguito per inerzia dal successo definitivo della Virtus in gara 5. Nonostante la sconfitta in finale di campionato, per la Fortitudo e per Myers fu una stagione positiva, infatti arrivarono i primi trofei della storia fortitudina, che vinse la Coppa Italia contro la Benetton e poi la Supercoppa contro gli acerrimi rivali della Virtus. L'anno dopo la Fortitudo di Myers fu eliminata nelle semifinali play-off contro la Benetton Treviso di Rebrača e Pittis.
Il 30 maggio 2000 per la Fortitudo, guidata da Recalcati e in campo da Myers, Fučka e da un giovanissimo Gianluca Basile, arrivò il primo scudetto della storia: dopo aver perduto gara 1 contro la Benetton Treviso, le successive tre partite della finale play-off furono dominate dai biancoblu.
La stagione 2000-01 fu l'ultima di Myers a Bologna. Di quella annata è rimasto memorabile l'applauso che i tifosi rivali virtussini tributarono a Myers al momento della sua uscita per falli in gara 3 di finale, nella quale trascinò la squadra con 33 punti, che però non bastarono ad evitare la sconfitta (la Virtus vinse anche quello scudetto). Lo stesso Myers si dichiarò emozionato per aver ricevuto tanto onore dai tifosi avversari. L'applauso voleva anche rendere omaggio a tutta la permanenza del cestista alla Fortitudo, in quanto era da tempo ormai risaputo che il giocatore avrebbe lasciato la squadra a fine stagione.
Durante la sua permanenza alla Fortitudo Myers fu spesso contrapposto a Sasha Danilović, leader della Virtus e anch'egli giocatore di grande temperamento: tra i due era infatti nota una certa rivalità, talvolta manifestatasi anche in episodi come quello passato alla storia come "la rissa di Eurolega" del 25 marzo 1998. Nonostante ciò, Myers e Danilović sono diventati successivamente amici.

### Stagioni successive

Myers nel 2001-02 alla Virtus Roma

Lasciata la Fortitudo, Myers si era inizialmente accordato con la Viola Reggio Calabria ma l'improvviso abbandono del nuovo patron Barbaro fece saltare il progetto. Firmò quindi con la Virtus Roma rimanendovi fino al 2004, quando si trasferì alla Montepaschi Siena ritrovando coach Recalcati: il rapporto con il club toscano si interruppe il marzo seguente, quando è approdato nel campionato spagnolo con la canotta del Valladolid per pochi mesi fino al termine della stagione.
La stagione 2005-06 fu quella del ritorno a Pesaro, piazza ripartita dalla terza serie dopo i problemi societari che impedirono l'iscrizione alla Serie A. In due anni la squadra ottenne una doppia promozione, conquistando prima la promozione in Legadue e poi quella nella massima serie. Nel frattempo, nel settembre 2006 divenne azionista al 5% della società pesarese. Nell'annata 2007-08 superò quota 11 000 punti realizzati in Serie A.

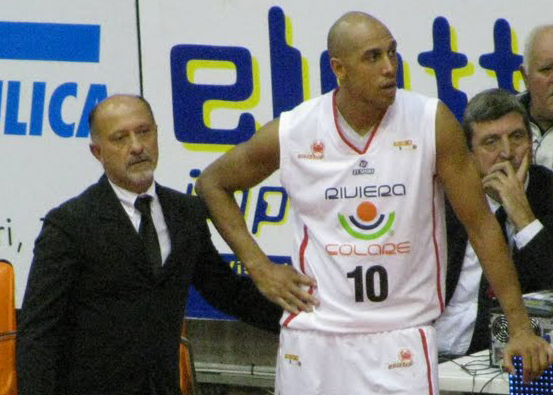
Myers in canotta Crabs Rimini con coach Sacco (Legadue, 2009-10)

Nel 2009-10 fece ritorno a Rimini, dove disputò in Legadue la sua ultima stagione da giocatore professionista. Il 30 marzo 2011, nel giorno del suo 40º compleanno, annunciò il suo ritiro ufficiale dall'attività professionistica organizzando un'apposita conferenza stampa tenuta presso la Comunità di San Patrignano. Il 25 febbraio 2012 Myers tornò in campo per una partita ufficiale proprio con la squadra di San Patrignano al fianco del figlio sedicenne Joel. In ottobre riprese l'attività agonistica giocando nel Campionato Amatoriale "NBU" organizzato dalla UISP della provincia di Rimini, vestendo la canotta dell'Eukanuba Dream Team (stagione 2012-13).
In oltre venti stagioni di carriera, tra campionati nazionali e competizioni europee di club e con la Nazionale A, disputò 1 020 partite e segnò 18 395 punti per una media di 18,03 punti/partita.

### La Nazionale italiana
Negli anni '90 Myers fu un pilastro della nazionale di cui divenne anche capitano: vi debuttò ventunenne il 28 maggio 1992 a Trieste contro la Spagna, segnando 16 punti. Con l'Italia disputò:
- l'Europeo del 1993, in cui fu miglior realizzatore e uomo-assist della squadra;
- l'Europeo del 1997, in cui la squadra azzurra vinse l'argento, trascinata dal suo miglior realizzatore Myers, con oltre 15 punti a partita;
- i Mondiali del 1998;
- l'Europeo del 1999 che Myers, da capitano, contribuì a far vincere con la media di 16,3 punti e 3,3 assist;
- le Olimpiadi di Sydney 2000, in cui Myers per l'ennesima volta fu miglior realizzatore della squadra.

Con la Nazionale maggiore ha disputato 130 incontri ufficiali, segnando complessivamente 1831 punti.

## Esperienza televisiva
Dal 17 aprile 2014 conduce, insieme a Fiammetta Cicogna, la settima stagione di Wild - Oltrenatura su Italia 1.
Dal 25 gennaio 2015 torna a condurre insieme a Fiammetta Cicogna, l'ottava stagione della trasmissione televisiva.

## Record
Detiene nel campionato italiano i seguenti record:
- punti segnati con il Basket Rimini in una partita, 87 (contro Udine, 1994-95)[9]
- valutazione in una partita, 94 (contro Udine, 1994-95)[9]
- punti segnati in un derby bolognese, 44 (contro Virtus, 1996-97)[10]
- punti segnati in una finale (assieme a Oscar Schmidt), 41 (contro Treviso, 1996-97)[11]
- falli subiti in una partita, 21 (contro Udine, 1994-95)[9]
- tiri liberi realizzati in una partita, 32 (contro Udine, 1994-95)[9]

## Palmarès

### Nazionale
- Europei:

 Francia 1999
 Spagna 1997
- Giochi del Mediterraneo:

 Linguadoca-Rossiglione 1993

### Club
- Campionato italiano: 1

Fortitudo Bologna: 1999-2000
- Coppa Italia: 1

Fortitudo Bologna: 1998
- Supercoppa italiana: 2

Fortitudo Bologna: 1998
Mens Sana Siena: 2004
- 2 promozioni in A2 (Marr Rimini, 1991. Scavolini Pesaro, 2006)
- 2 promozioni in A1 (Marr Rimini, 1992. Scavolini Pesaro, 2007)
- 1 scudetto juniores (Marr Rimini, 1991)

### Individuali
- MVP Serie A: 2

 V.L. Pesaro: 1994
 Fortitudo Bologna: 1997
- MVP Coppa Italia Serie A: 1

 Fortitudo Bologna: 1998

## Televisione
- Wild - Oltrenatura (Italia 1, 2014-2015)